# كيرة يك (مازو)
کیرة یك (بالفارسية: کیره یک) هي قرية تقع في قسم مازو الريفي، بمقاطعة أنديمشك التابعة لمحافظة خوزستان، إيران.